# Aleksandr Sumarókov
Aleksandr Sumarókov   (Lappeenranta, 14 de novembre de 1717 (Julià) - Moscou, 1 d'octubre de 1777 (Julià)), nom complet amb patronímic Aleksandr Petróvitx Sumarókov, rus: Алекса́ндр Петро́вич Сумаро́ков, fou un notable poeta, dramaturg, classicista, escriptor i traductor rus, que per si sol va crear el teatre clàssic a Rússia, ajudant així Mikhaïl Lomonóssov a inaugurar el regne del classicisme en la literatura russa.

## Vida i obres
Nascut al sí una bona família de la petita noblesa moscovita, Sumarókov va ser educat a l'Escola de Cadets de Sant Petersburg, on va adquirir una íntima familiaritat amb l'educat aprenentatge francès. Ni un diletant aristocràtic com Antiokh Kantemir, ni un erudit professor com Vassili Trediakovski, fou el primer cavaller a Rússia a triar la professió de les lletres. Ell, per tant, pot ser qualificat com el pare de la professió literària russa. Les seves activitats no menyscabaren la seva posició en la família; de fet, el seu net es va fer compte i, quan la família Sumarókov es va extingir un segle més tard, el títol amb el temps va passar al príncep Fèliks Iussúpov, que també tenia el títol de comte Sumarokov-Elston.
Sumarókov va escriure molt i regularment, sobretot en aquells gèneres literaris oblidats per Lomonóssov. La seva principal importància descansa en les seves obres, entre les quals Khorev (1749) és considerat com el primer drama rus regular. Va organitzar el primer teatre públic permanent a la capital russa, on va treballar amb els gustos de Fiódor Vólkov i Ivan Dmitrevski. Les seves obres es basen en temes presos de la història de Rússia (Dmitri Samozvanets), llegendes proto-russes (Khorev) o en trames de Shakespeare (Makbet, Hamlet).
D.S. Mirski creia que no hi podia haver cap dubte que "la bona actuació va crear la reputació de Sumarókov, ja que el valor literari de les seves obres de teatre és petit. Les seves tragèdies són una estultificació (embrutiment) del mètode clàssic; els seus rodolins alexandrins són excessivament durs; els seus personatges són titelles. Les seves comèdies són adaptacions de peces franceses, amb una aspersió feble dels trets russos. El seu diàleg és una prosa poc natural que mai no s'havia parlat per ningú i feia pudor de traducció".
L'obra no dramàtica de Sumarókov no és gens menyspreable. Les seves faules són el primer intent en un gènere que estava destinat a florir a Rússia, amb particular vigor. Les seves sàtires, en què de tant en tant imita la forma de la poesia popular, són atacs mordaços i enginyosos contra els empleats del govern i els funcionaris de justícia. Les seves cançons, de tots els seus escrits, segueixen atraient als lectors de poesia. Són notables per una prodigiosa inventiva mètrica i un genuí regal de melodia. En matèria argumental, estan totalment dins dels límits de la poesia clàssica, de la poesia d'amor convencional.
La crítica literària de Sumarókov és usualment mordaç i superficial, però va fer molt per inculcar en el públic rus els cànons de gust clàssic. Era un fidel seguidor de Voltaire, amb el qual s'enorgullia d'haver intercanviat diverses cartes. D'acord amb els comentaris i les memòries dels seus contemporanis, Sumarókov era pesat i desagradable a l'hora de comunicar-se a nivell personal. Tenia un temperament violent, i es mostrava molt nerviós en reaccionar als estímuls externs. La seva autocomplaença era molt alta i s'enrabiava amb facilitat. Aquest temperament li va provocar fins i tot conflictes amb la seva família.Però la seva susceptibilitat exigent contribuí, gairebé tant com ho va fer la dignitat tranquil·la de Lomonóssov, a elevar la professió de la ploma i a donar-li un lloc definit en la societat. Els seus poemes van ser publicats en 1769; les seves obres completes en 1781 i 1787 per Nikolai Novikov.
La seva filla Iekaterina, una poetessa del segle xviii, és considerada sovint la primera dona escriptora russa,atès que ella, junt amb Ielizaveta Kheràskova i Aleksandra Rjévskaia foren les primeres dones a veure publicades les seves obres als diaris russos.